# Enel Américas
Enel Américas ist ein chilenisches Unternehmen mit Sitz in Santiago de Chile.
Das Unternehmen wurde 1921 gegründet und änderte 1988 seine Firma in Enersis. Enersis unterteilte sich in die Tochterunternehmen Chilectra und Río Maipo im Energiemarkt; das Tochterunternehmen Manso de Velasco ist im Elektroniksektor sowie im Immobilienmarkt tätig.
Im April 1999 wurde Enersis vom spanischen Unternehmen Endesa, einer Tochtergesellschaft der italienischen Enel S.p.A mehrheitlich übernommen, das 60,62 % an Enersis hielt. Enersis wurde zu Enel Américas umbenannt. Im Mai 2020 wurde der Anteil auf 62,3 % erhöht.
Die Erzeuger des Unternehmens haben eine Gesamtkapazität von 13.700 MW, die Verteiler versorgen etwa zwölf Millionen Abnehmer mit insgesamt 45 Millionen Personen. Enel Américas erzielte im Geschäftsjahr 2019 mit 15.411 Mitarbeitern einen Umsatz von 14,3 Milliarden US-Dollar.  Die Gesellschaft hat Tochtergesellschaften in Argentinien, Brasilien, Kolumbien und Peru. Das Unternehmen ist damit nach Eletrobrás das zweitgrößte Energieunternehmen Südamerikas.